# Allehelgens Kirke

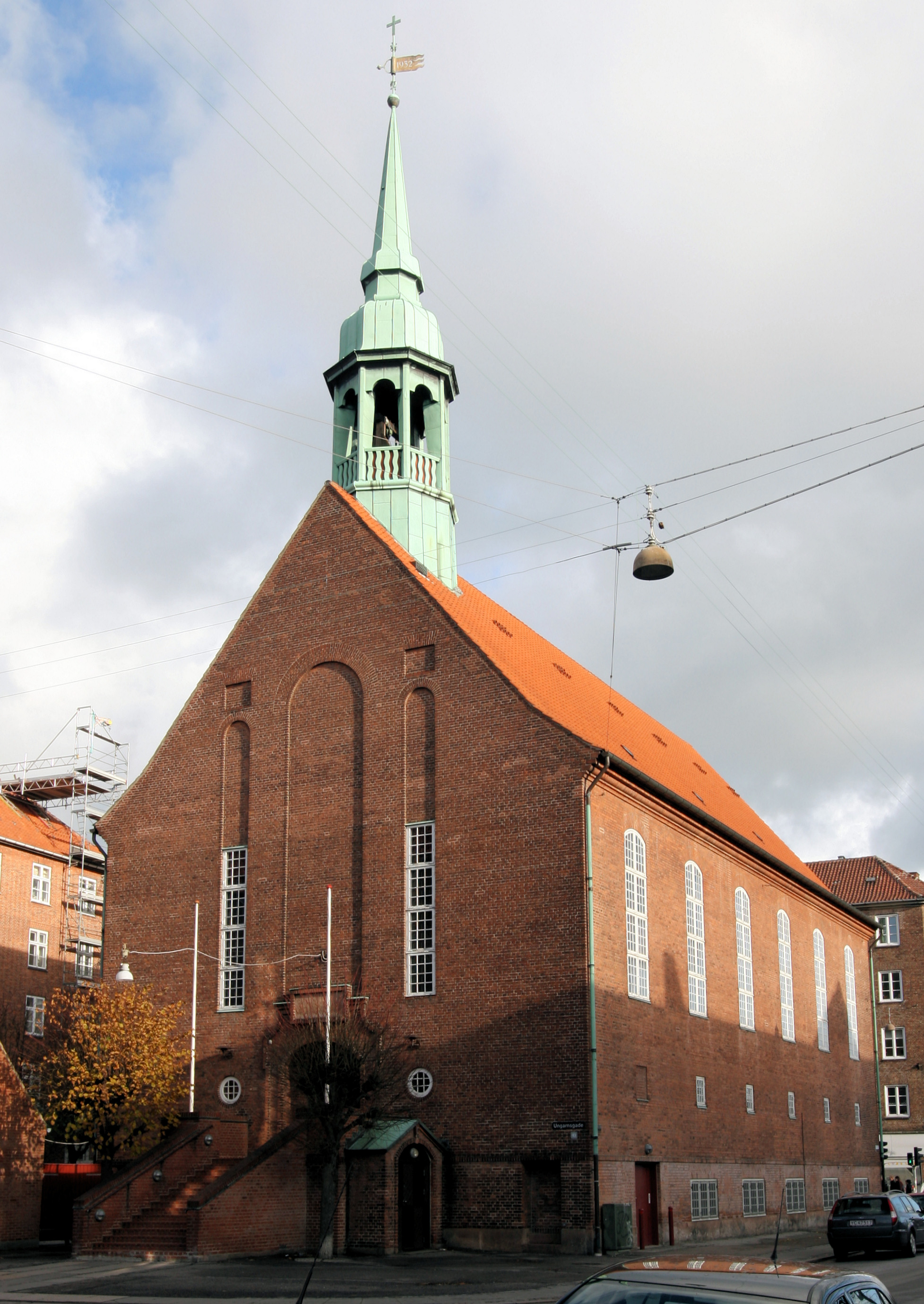
Allehelgens Kirke

Die evangelisch-lutherische Allehelgens Kirke ist eine Kirche in Amager an der Ungarnsgade im Bistum Kopenhagen. Sie wurde am 25. September 1932 eingeweiht.

## Geschichte
Als die Siedlung entlang der Holmbladsgade und der Seitenstraßen in den Jahren um 1900 entstand, gehörte das neue Viertel zu Nathanaels Kirken. Doch ab 1924 wurde das Gebiet von der Badensgade bis zur Öresundküste als eigenständige Gemeinde mit einer eigenen Kirche, der Allehelgens Kirke, abgetrennt. Die Kirche wurde ab 1924 erbaut und vom Architekten Thomas Havning entworfen. Er erhielt den 1. Preis in einem Druckwettbewerb für Zeichnungen für die Kirche. Anfangs bestand die Kirche aus der Krypta, die vor allem unter der Erde lag. Die Außenmauern über dem Boden waren daher in den ersten Jahren nur wenige Meter hoch und die Zeitung „Sozialdemokrat“ schrieb, dass die Kirche geschmacklos und eine beschämende Nachbarschaft sei. 1932 war die eigentliche Kirche fertig und hat heute bis zu 550 Sitzplätze. Sie wurde am 25. September 1932 eingeweiht. Das Gebäude wurde aus Kirchengeldern und Sammlungen in verschiedenen Teilen des Landes finanziert. Durch die hohe Krypta, die als Tagungsraum genutzt wird, ist der Eingang zum eigentlichen Kirchenraum über eine hohe Treppe in der Westfassade zu erreichen.

## Beschreibung

### Außen
Kirchen sind normalerweise geostet, also in Ost-West-Richtung ausgerichtet, aber bei der Allehelgens Kirke weicht die Ausrichtung des Chors leicht nach Norden ab, da die Kirche parallel zum Lergravsvej steht. Das Gebäude ist ein schlichter, langgestreckter Backsteinbau mit roten Sichtziegeln, einem roten Ziegeldach und einem hohen Untergeschoss. Die Giebel sind mit der einzigen Dekoration des Gebäudes geschmückt, die aus drei hohen Rundbogenöffnungen besteht, d. h. dekorativen Wandnischen, von denen die beiden äußersten schmal sind und darüber eine kleine quadratische Öffnung haben. Die schmalen Öffnungen werden im Westgiebel teilweise von Fenstern ausgefüllt. Hier führt eine Treppe zum Eingang, der sich in einem Portal befindet, das den Boden der mittleren Öffnung durchbricht. Der Kirchenraum wird durch sechs hohe, flachbogige Fenster in jeder Längswand erhellt. Darunter befinden sich kleine quadratische Fenster und Fensterbänder, die zum Untergeschoss führen. Alle Fenster der Kirche haben kleine Scheiben in weiß gestrichenen Rahmen. Sowohl die Fenster als auch das Portal verleihen der Kirche ein leicht neobarockes Aussehen. Die Allehelgens Kirke hat keinen Turm, sondern einen Dachreiter, wo die Glocken der Kirche untergebracht sind.

### Innen
Die Kirche hat in jedem Kirchenschiff eine schwere Säule, die den Raum in ein Hauptschiff und zwei schmale Seitenschiffe teilt. Über dem Eingang und in den Seitenschiffen befindet sich zwischen den Säulen jeweils eine Empore für die Orgel, die Sänger und für Kirchenbesucher. Das Hauptschiff hat ein Tonnengewölbe, die Seitenschiffe sind flach gedeckt. Die Decken sind dunkelblau, die Säulenoberseiten gelb und die Brüstungen der Emporen rot gestrichen, ansonsten ist das Innere der Kirche weiß und hellgrau.

### Ausstattung
Die Ausstattung der Allehelgenkirche stammt noch aus der Erbauungszeit: schlichte Bänke mit rechteckigen Giebeln, eine niedrige Chorschranke mit eingebauter sternförmiger Kanzel und eine Altarbrüstung aus dunklem Holz. Das Taufbecken aus Granit hat eine große halbkugelförmige Schale, die auf einem quadratischen Sockel steht. Den Altarschmuck bilden ein schlichtes, rechteckiges, waagerechtes Altarbild mit vergoldetem Rahmen und Inschrift in den Kapitellen sowie ein an der Giebelwand angebrachtes Hochkreuz. Das Kreuz hat in der Mitte ein kreisförmiges Feld mit dem Christusmonogramm Chi-Rho und den griechischen Buchstaben Alpha und Omega, die zusammen symbolisieren, dass Christus der Erste und der Letzte ist. An den Enden des Kreuzes befinden sich vier Felder mit den Attributen der Evangelisten.